# Believers Never Die – Greatest Hits
Believers Never Die – Greatest Hits är ett samlingsalbum av det amerikanska rockbandet Fall Out Boy, utgivet den 17 november 2009. Det fokuserar på bandets singlar, men innehåller också två tidigare outgivna låtar, "Alpha Dog" och ""From Now on We Are Enemies"".

## Låtlista
1. "Dead on Arrival" - 3:15
2. "Grand Theft Autumn/Where Is Your Boy" - 3:11
3. "Saturday" - 3:37
4. "Sugar, We're Goin Down" - 3:50
5. "Dance, Dance" - 3:01
6. "A Little Less Sixteen Candles, a Little More "Touch Me"" - 2:50
7. "This Ain't a Scene, It's an Arms Race" - 3:33
8. "Thnks fr th Mmrs" - 3:28
9. ""The Take Over, the Breaks Over"" - 3:35
10. "I'm Like a Lawyer with the Way I'm Always Trying to Get You Off (Me + You)" - 3:35
11. "Beat It" - 3:49
12. "I Don't Care" - 3:38
13. "America's Suitehearts" - 3:40
14. "What a Catch, Donnie" - 4:57
15. "Alpha Dog" - 3:41
16. ""From Now on We Are Enemies"" - 3:36
17. "Yule Shoot Your Eye Out" - 3:41
18. "Growing Up" - 2:54